# Invasion aus dem Innern der Erde
Invasion aus dem Innern der Erde (Originaltitel: chinesisch 中國超人 / 中国超人, Pinyin Zhōngguó Chāorén, Jyutping Zung1gwok3 Ciu1jan4) ist ein von den Shaw Brothers Studios in Hongkong produzierter Science-Fiction-Film aus dem Jahr 1975. Er entstand als erster chinesischer Superhelden-Film unter dem Einfluss erfolgreicher japanischer Superheldenfiguren wie Kamen Rider (Masked Rider) oder Ultraman der 1970er-Jahre. Im englischsprachigen Raum wurde der Film als The Super Inframan, bzw. später als Infra-Man, vertrieben.
Regie führte Hua Shan, das Drehbuch stammt aus der Feder von Ni Kuang, Produzent war Runme Shaw. Für die Kamera zeichnete Tadashi Nishimoto (als Lan Shan Ho) verantwortlich – auch bei der Musik erhielt man Hilfe aus Japan, es wurden unter anderem Stücke aus Ultra Seven (1967) und Mirrorman (1971), beide von Toru Fuyuki, verwendet. Ekisu Productions, bekannt für ihre Arbeit an vielen zeitgenössischen Tōei-Superhelden Produktionen, lieferte die Kostüme von Monstern und dem Superheld.
Als Superheld wurde Danny Lee Sau-Yin verpflichtet. In einer Nebenrolle tritt mit Bruce Le ein bekannter Bruce-Lee-Nachahmer auf.
In Deutschland war der Film ab dem 1. April 1976 im Kino zu sehen.

## Handlung
Im Jahre 2015 plant die Dämonenprinzessin Dämona (Original: 冰河魔主, englisch Elzebub/Princess Dragon Mom) die Erde zu erobern. Um ihre Macht zu beweisen, zerstört sie einige chinesische Großstädte. Schließlich erweckt sie in ihrem Versteck in einer Höhle in der Tiefe der Erde eine Armee von Skelettgeistern und wilden Mutanten, um die ganze Erdoberfläche zu verwüsten.
Professor Liu Ying De arbeitet derweil am BDX-Projekt. In einem Geheimlabor verwandelt er den hochdekorierten Offizier Ray in einen bionischen Kung-Fu-Superhelden: Super Inframan genannt. Er besitzt übermenschliche Stärke, eine speziell gepanzerte Rüstung und geeignete Waffen, die er sogleich gegen die Monsterarmee einsetzt. Dämona stiehlt die Blaupausen von Super Inframan, um seine Schwäche zu erfahren. Sie ahnt nicht, dass der Professor währenddessen eine neue Superwaffe entwickelt hat, welche diese Schwäche überdeckt. Sie ersinnt einen neuen Plan, in dem sie die Tochter des Professors entführt, um so den Bau eines eigenen Infra-Man für sich zu erpressen. Dieser aber weigert sich und wird von Dämona mit seiner Tochter eingefroren. Derweil unternimmt Super Inframan zusammen mit Verbündeten einen Rettungsversuch.

## Kritik
Im September 2016 wurde der Film im Rahmen der Tele-5-Reihe Die schlechtesten Filme aller Zeiten gezeigt.

„Naives Gruselmärchen; aufwendig produziert.“